# Magdalena Eriksson
Magdalena Eriksson (Stockholm, 1993. szeptember 8. –) svéd női válogatott labdarúgó. Az angol bajnokságban érdekelt Chelsea védője.

## Pályafutása

### Klubcsapatokban

#### Hammarby
Az Enskede IK csapatnál kezdte pályáját, majd tehetségét felismerve édesapja ösztönözésével került a Hammarby akadémiájára. 17 évesen mutatkozhatott be a zöld-fehéreknél az Umeå IK elleni hazai bajnokin.

#### Djurgården

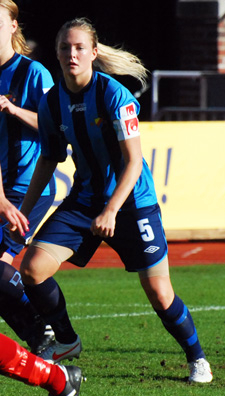
A Djurgården játékosaként 2012-ben.

Mivel a Hammarby búcsúzott az élvonaltól, Eriksson 2011 novemberében aláírt a Djurgårdens IF-hez. A szezon folyamán 19 mérkőzésen lépett pályára és első találatát is megszerezte, együttese a 11. kieső helyen végzett.

#### Linköping
A Linköping ajánlatát elfogadva a 2013 idényre már egy élcsapatnál játszhatott és lehetőségeit kihasználva csapata egyik alapemberévé vált, emellett pedig egy bajnoki bronzéremmel gazdagodott. Klubjával a következő két szezonjában is remek teljesítményt produkált, de a negyedik helynél előrébb nem sikerült jutniuk. 2016-ban a jelentős igazolásoknak is köszönhetően húsz győzelmet és mindössze két döntetlent elérve domináltak a ligában és első bajnoki címét akaszthatta nyakába. Egy évvel rá a pontvadászat még mindig a Linköpingről szólt és első helyüket megőrizve újra aranyérmet szerzett.

#### Chelsea
2017. július 15-én kétéves szerződést írt alá az angol Chelsea gárdájához. A kékekkel előbb a Tavaszi tornát nyerte meg, majd veretlenül húzták be a 2017–18-as idényt. Soron lévő szezonja előtt 2021-ig kötelezte el magát a fővárosiakhoz és bronzérmesként végeztek a bajnokságban.
Karen Carney visszavonulásával 2019. szeptember 6-án a Chelsea bejelentette, hogy Eriksson látja el a jövőben a csapatkapitányi teendőket, melyhez nagy mértékben járult hozzá feddhetetlen, határozott játéka is a világbajnoki bronzéremig jutott svéd válogatottnál.
2020. november 12-én egy újabb 2023-ig szóló megállapodást írt alá csapatával és egy erőteljes, magabiztos együttest kovácsolt össze társaival a 2020–2021-es szezonra. Bajnokként végeztek az élvonalban és a Bajnokok Ligája döntőjéig meneteltek, amit azonban elveszítettek a Barcelona ellen.

### A válogatottban

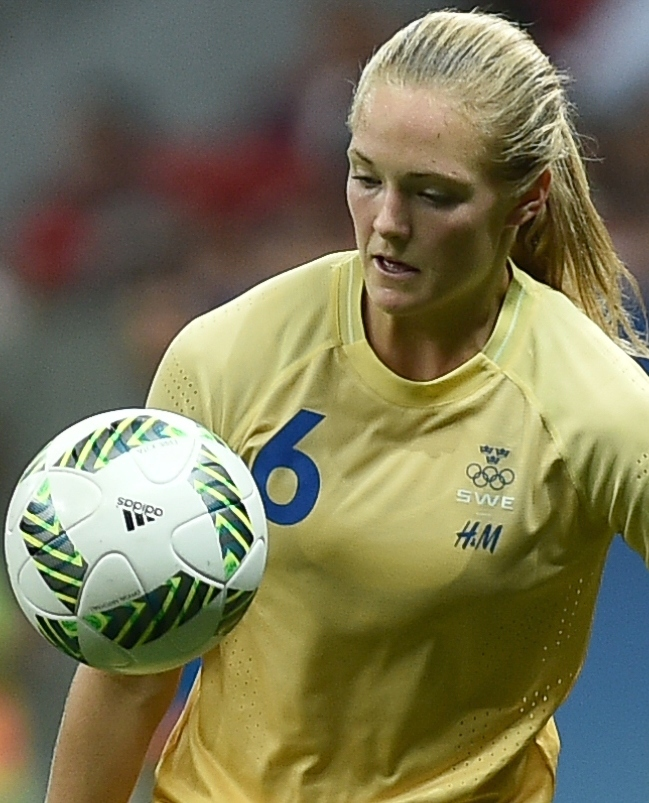
Kína ellen a riói olimpián

2016-ban a riói olimpián, 2021-ben a tokiói játékokon szerzett ezüstérmet. 2019-ben pedig világbajnoki bronzérmet akasztottak nyakába a franciaországi világbajnokságon.

## Sikerei

### Klubcsapatokban
Svéd bajnok (3):
- Linköping (1): 2016

 Svéd kupagyőztes (2):
- Linköping (2): 2014, 2015

 Angol bajnok (3):
- Chelsea (3): 2017–18, 2019–20, 2020–21

 Angol kupagyőztes (1):
- Chelsea (1): 2018

 Angol szuperkupa (1):
- Chelsea (1): 2020

 Angol ligakupa győztes (2):
- Chelsea (2): 2020, 2021

Bajnokok Ligája ezüstérmes (1):
- Chelsea (1): 2020-21

### Válogatott
Svédország
- Világbajnoki bronzérmes (1): 2019
- Olimpiai ezüstérmes (2): 2016, 2020[8]
- U19-es Európa-bajnoki aranyérmes (1): 2012
- Algarve-kupa győztes: 2018

### Egyéni
- Az év játékosa (Gyémántlabda-díj): 2020[9]

## Magánélete
Élettársi kapcsolatban él csapattársával Pernille Harderrel.